# Wiemel (straat)
De Wiemel is de vroegere naam van een straatje aan de zuidkant van het centrum van de Nederlandse gemeente Deurne. De ouderdom van de straatnaam is niet bekend, maar hoogstwaarschijnlijk is de naam pas in de negentiende eeuw ontstaan. Het straatje zelf bestond al in de Middeleeuwen en stond toen bekend als het Hoevepad. De benaming pad geeft al aan dat het slechts een verbindingspad vormde tussen twee oude wegen van lokale betekenis, de huidige Molenstraat en Martinetstraat.

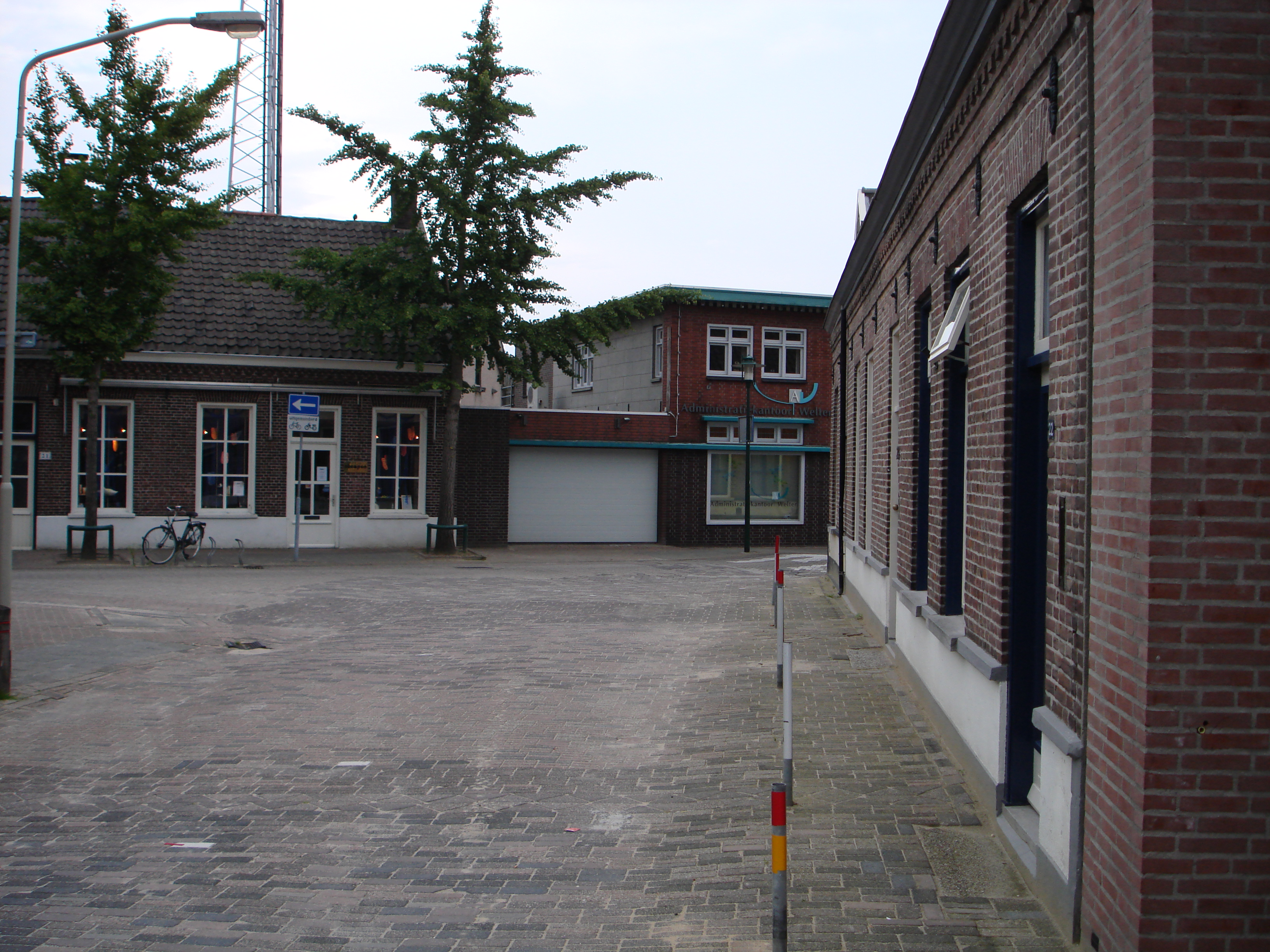
Zicht vanuit de Wever op de huizen aan de Molenstraat, 22 juli 2007. De huizen rechts op de foto, waarvan de gevels nog net zichtbaar zijn, zijn eind 2008 gesloopt.

De straat verwierf bekendheid, doordat een moord die in deze straat in 1910 plaatsvond en waarbij Pietje Munsters om het leven kwam, de inspiratiebron vormde voor het boek De Goede Moordenaar van Antoon Coolen. In 1670 werd in dit straatje, in een huisje op de hoek met de huidige Martinetstraat, overigens al eerder een moord gepleegd. De weinig geliefde dorpsbestuurder Jacob Geurts van der Horst werd toen door een vagebond om het leven gebracht.
In 1930 werd bij raadsbesluit bepaald dat de naam die het straatje in de volksmond had, de Wiemel, niet de officiële naam zou worden. Als officiële naam werd Korte Schoolstraat vastgesteld. Dit verwees naar de school aan de toenmalige Schoolstraat, de huidige Martinetstraat.
De straatnaam Korte Schoolstraat werd in de zeventiger jaren gewijzigd in de Wever, alhoewel iedereen nog altijd van Wiemel en niet van Korte Schoolstraat sprak. Nog slechts enkele panden op de hoek met de Molenstraat, gebouwd aan het begin van de twintigste eeuw, herinnerden omstreeks 2007 nog aan het rijke verleden van dit straatje, alsmede een huis op de hoek met de Martinetstraat, daterend uit het einde van de negentiende eeuw. Als gevolg van de nieuwbouw van winkelcentrum de Wolfsberg zal een groot deel van de bebouwing langs deze straat verdwijnen. Dat geldt tevens voor de vooroorlogse bebouwing op de hoek van Molenstraat en Wever, die eind 2008 werd gesloopt. Het beschermde monument op de hoek van Wever en Martinetstraat blijft gehandhaafd, maar wordt wel omringd door hoogbouw.
De naam Wiemel werd in de zeventiger jaren hergebruikt voor het gemeentelijk zwembad van Deurne, dat iets verder naar het zuiden aan de Molenstraat werd gebouwd. Dat zwembad, alhoewel niet meer in gemeentelijke handen, draagt nog altijd die naam.